# Roman Karmen
Roman Karmen (Kornman), ros. Роман Лазаревич Кармен (Корнман) (ur. 4 listopada?/17 listopada 1906 w Odessie, zm. 28 kwietnia 1978 w Moskwie) – radziecki operator i reżyser filmów dokumentalnych.

## Życiorys
Jeden z głównych twórców filmowego obrazu komunizmu (socrealizmu). Jego znaczenie w propagandzie radzieckiej porównywalne jest do wpływu Leni Riefenstahl.
Relacjonował przebieg wojny domowej w Hiszpanii i II wojny światowej, sfilmował procesy norymberskie, wojnę wietnamsko-francuską i rewolucję kubańską. Nie wypowiedział się nigdy przeciwko zbrodniom radzieckim, których był świadkiem. Ofiarą czystek padł jego kolega z redakcji pisma Ogoniok, Michaił Kolcow. Nie widział obozów, głód zauważył dopiero w oblężonym Leningradzie.
Karmen to pseudonim twórczy jego ojca.
W 2002 roku Patrick Barberis i Dominique Chapuis wyprodukowali film Roman Karmen, filmowiec w służbie rewolucji.

## Odznaczenia i nagrody
- Medal Sierp i Młot Bohatera Pracy Socjalistycznej (18 marca 1976)
- Order Lenina (dwukrotnie)
- Order Czerwonego Sztandaru
- Order Czerwonego Sztandaru Pracy (dwukrotnie)
- Order Czerwonej Gwiazdy
- Nagroda Leninowska (1960)
- Nagroda Stalinowska (trzykrotnie – 1942, 1947 i 1952)
- Nagroda Państwowa ZSRR (1975)

I medale.